# Чурбанов Юрій Михайлович
Юрій Михайлович Чурбанов (11 листопада 1936, Москва, Російська РФСР — 7 жовтня 2013, Москва, Росія) — заступник міністра внутрішніх справ СРСР (1977–1980), перший заступник міністра внутрішніх справ СРСР (1980—1985), заступник начальника ГУ Внутрішніх військ МВС СРСР (1985 — 1986). Генерал-полковник (1981–1988). Чоловік доньки Генерального секретаря ЦК КПРС Л. Брежнєва, Галини. Член Центральної Ревізійної комісії КПРС у 1976—1981 роках. Кандидат у члени ЦК КПРС у 1981—1986 роках.

## Життєпис
Закінчив середню школу № 706 Ленінградського району міста Москви. Після школи, за наполяганням батька, поступив в ПТУ, після закінчення якого працював слюсарем-складальником авіаційних вузлів на заводі «Знамя труда». Пізніше його обрали секретарем комсомольської організації підприємства. Працював інструктором Ленінградського районного комітету ВЛКСМ міста Москви.
У 1964 році закінчив філософський факультет Московського державного університету імені Ломоносова (вечірній) З 1964 до 1967 року Юрій Чурбанов на комсомольській роботі, працював завідувачем відділу ЦК ВЛКСМ.
В органах внутрішніх справ з 1961 року. Працював в політичних органах виправно-трудових установ: інструктор по комсомолу політичного відділу Головного управління ВТУ МВС РРФСР, помічник начальника політичного відділу Управління ВТУ УВС Московського облвиконкому. З 1967 року служив у системі МВС СРСР. З 1967 року по 1971 рік — заступник начальника політичного відділу Головного управління виправно-трудових установ МВС СРСР (підполковник внутрішньої служби).
З 1971 по 1975 роки — заступник начальника Політичного управління внутрішніх військ МВС СРСР, з 1975 по 1977 рік — начальник Політичного управління внутрішніх військ МВС СРСР.
З 1977 по 1980 рік — заступник міністра внутрішніх справ СРСР. У лютому 1980 — листопаді 1984 року — 1-й заступник міністра внутрішніх справ СРСР.
У 1984—1986 роках — заступника начальника Головного управління внутрішніх військ МВС СРСР.

## Засудження
14 січня 1987 року був заарештований за підозрою в корупції у так званій «Узбецькій справі» і виключений з лав КПРС, в якій перебував близько 25 років. В ході обшуку на його дачі, куди слідча група виїхала з відбійними молотками і перевернула буквально все, був вилучений тільки мармуровий бюст самого Чурбанова, а у його сестри знайшли близько 40 золотих прикрас, які теж долучили до справи.
Слідство вимагало повернути в бюджет держави 1 500 000 рублів, які йому інкримінували. Але вже в суді справа розвалилася: свідки відмовилися від своїх попередніх показань, а суму зменшили до 90 000 рублів. В ході слідства визнав три епізоди корупційних дій: тюбетейку і халат із золотим гаптуванням, кавовий сервіз і хабар в 90 тисяч рублів. На суді своєї провини не визнав, та заявив, що на попередньому слідстві обмовив себе.
Після судового процесу, який проходив з 5 вересня по 30 грудня 1988 року, був засуджений Військовою колегією Верховного Суду СРСР до 12 років позбавлення волі з конфіскацією майна. Після арешту, до суду, був позбавлений військового звання генерал-полковник. За рішенням суду, був позбавлений державних нагород СРСР.
5 липня 1993 указом Президента Російської Федерації Б. М. Єльцина Чурбанов був помилуваний. Через місяць був звільнений умовно-достроково, зі скасуванням випробувального терміну в три роки.

## Подальша доля
Юрій Чурбанов працював віце-президентом цементної компанії «Росштерн» (1997 р.). Був віце-президентом міського хокейного клубу «Спартак» (1999).

## Звання
- Полковник (1971);
- Генерал-майор (1974);
- Генерал-лейтенант (1977);
- Генерал-полковник (1981).